# Luis Haquín
Luis Haquin est un footballeur international bolivien né le 15 novembre 1997 à Santa Cruz de la Sierra. Il évolue au poste de défenseur avec le club brésilien de Ponte Preta en prêt du Deportivo Cali.

## Biographie

### En club
Avec le club de l'Oriente Petrolero, il joue plusieurs matchs en Copa Libertadores et en Copa Sudamericana.

### En sélection
En janvier 2017, il participe avec les moins de 20 ans au championnat sud-américain des moins de 20 ans organisé en Équateur. Il joue quatre matchs lors de ce tournoi.
Il reçoit sa première sélection en équipe de Bolivie le 7 juin 2017, en amical contre le Nicaragua (victoire 3-2). Il inscrit son premier but en équipe nationale le 13 octobre 2018, en amical contre la Birmanie (victoire 0-3).
Il dispute ensuite la Copa América 2019 organisée au Brésil.

## Statistiques

### En sélection nationale
| Saison                | Sélection             | Phases finales        | Phases finales | Phases finales | Phases finales | Éliminatoires CDM | Éliminatoires CDM | Éliminatoires CDM | Matchs amicaux | Matchs amicaux | Matchs amicaux | Total | Total | Total |
| Saison                | Sélection             | Compétition           | M              | B              | Pd             | M                 | B                 | Pd                | M              | B              | Pd             | M     | B     | Pd    |
| --------------------- | --------------------- | --------------------- | -------------- | -------------- | -------------- | ----------------- | ----------------- | ----------------- | -------------- | -------------- | -------------- | ----- | ----- | ----- |
| 2016-2017             | Bolivie               | -                     | -              | -              | -              | 0                 | 0                 | 0                 | 1              | 0              | 0              | 1     | 0     | 0     |
| 2017-2018             | Bolivie               | -                     | -              | -              | -              | 0                 | 0                 | 0                 | 4              | 0              | 0              | 4     | 0     | 0     |
| 2018-2019             | Bolivie               | Copa América 2019     | 3              | 0              | 0              | -                 | -                 | -                 | 8              | 1              | 0              | 11    | 1     | 0     |
| 2020-2021             | Bolivie               | Copa América 2021     | 1              | 0              | 0              | 0                 | 0                 | 0                 | 2              | 0              | 0              | 3     | 0     | 0     |
| 2021-2022             | Bolivie               | -                     | -              | -              | -              | 6                 | 0                 | 0                 | 1              | 0              | 0              | 7     | 0     | 0     |
| 2022-2023             | Bolivie               | -                     | -              | -              | -              | -                 | -                 | -                 | 0              | 0              | 0              | 0     | 0     | 0     |
| 2023-2024             | Bolivie               | Copa América 2024     | 3              | 0              | 0              | 5                 | 0                 | 0                 | 3              | 0              | 0              | 11    | 0     | 0     |
| 2024-2025             | Bolivie               | -                     | -              | -              | -              | 5                 | 0                 | 0                 | -              | -              | -              | 5     | 0     | 0     |
| Total sur la carrière | Total sur la carrière | Total sur la carrière | 7              | 0              | 0              | 16                | 0                 | 0                 | 19             | 1              | 0              | 42    | 1     | 0     |